# Федорівський монастир

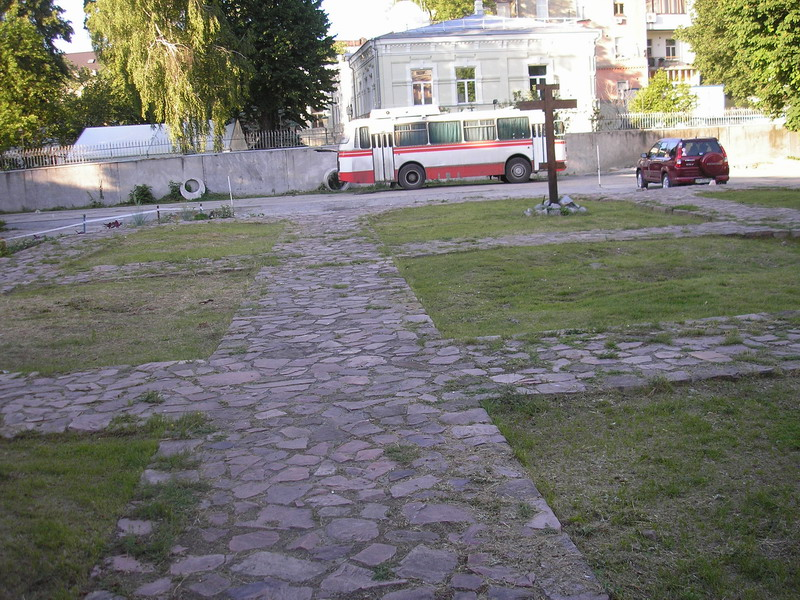
Фундаменти Федорівської церкви викладено на поверхні червоним кварцитом. Сучасний вигляд

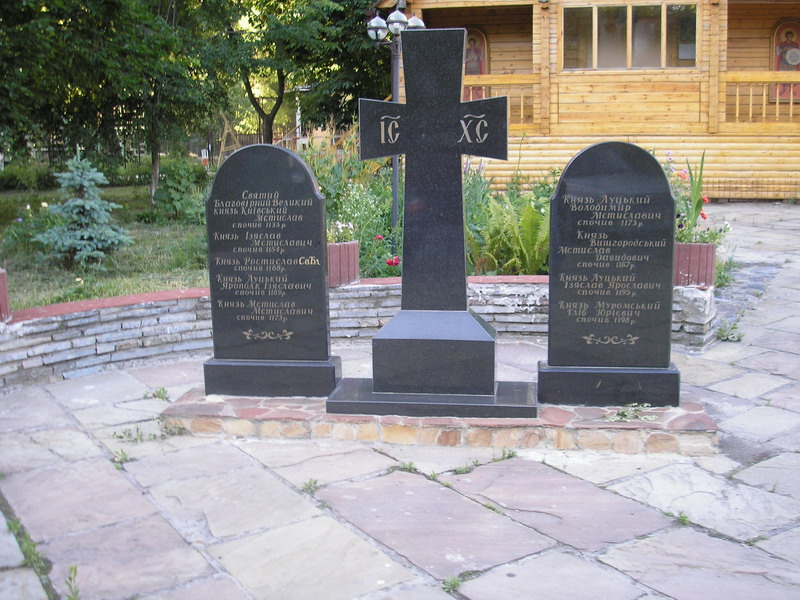
Меморіал «Княжі могили»

Церква Святого Юрія (фото 2007 року)

Свято-Федорівський монастир — споруджений сином Володимира Мономаха князем Мстиславом I Володимировичем на базі церкви на честь св. Теодора Тирона, яку він заклав у 1129 році. Достовірно в літописі про закладення князем монастиря одночасно із церквою не йдеться, але відомо, що в 1146 році він уже існував.

## Історія монастиря
Син Володимира Мономаха великий князь Мстислав-Гаральд (1125—1132) заклав у Києві 1129 року церкву на честь святого Федора Тирона, на честь якого він носив хрестильне ім'я. Того ж літа «заложи Мьстиславь церковь калину святого вь Кневь». Літопис не інформує про закладення князем при церкві й монастиря. Але у 1146 році він вже існував, і в ньому прийняв схиму (постригся у ченці) вигнаний з князювання в Києві Ігор Ольгович, а 1147 року кияни його звідси витягли й вбили. В житії ж Мстислава заснування монастиря приписується саме йому.
Очевидно, монастир був пошкоджений під час битв 1240 року. В 1259 році король Данило вивіз звідси найкраще церковне начиння для своєї церкви Івана Золотоустого в Холмі. Право для такого вчинку йому давало, звичайно, походження з роду Мстислава, оскільки він був праправнуком засновника Федорівського монастиря. В ті часи вже не було в живих жодного зі старших нащадків Мстислава. Тим часом, монастир його прапрадіда, запустілий з часів монгольської навали, зберігав ще залишки своєї колишньої величі. Ймовірно, монастир припинив своє існування десь після 1240 року.
Протягом всієї своєї історії монастир був родовою усипальницею Мстиславичів. У 1838 році на розі вулиць Володимирської і Житомирської виявили фундаменти будівлі, складеної з квадратної цегли. У звіті про розкопки говорилося, що були відкриті дві невеликі паралельні стіни, орієнтовані із заходу на схід, і третя кругла стіна. До південної стіни була прибудована із однакового з нею матеріалу гробниця. Тут же були знайдені залишки фундаментів житлових монастирських будівель, що розташовувалися поруч із церквою. На думку дослідників, ці фундаменти слід пов'язувати з Федорівським монастирем, закладеним Великим князем Мстиславом Володимировичем 1129 року.

## Опис храму
Стіни храму зафіксовано на плані Києва 1638 Афанасія Кальнофойського (де храм названо «Федора Тирона») та малюнках 1651 Абрагама ван Вестерфельда. У 1983—1985 роках рештки храму були розкриті дослідженнями С. Р. Кілієвич та В. О. Харламова.
Він являв собою тринавний шестистовпний храм розмірами 28×19,5 м з підкупольним квадратом 6×5,7 м. Орієнтований апсидами в бік північного сходу. Фундаменти мали ширину 1,8 м (в апсидах — 2,2 м). Внутрішній діаметр центральної апсиди 5,8 м, бічних — по 3,1 м. Фундаменти мали дерев'яні субструкції. Кладка стін — порядова, без зглибленого ряду та буту. Це перша споруда Києва, збудована в цій новій техніці кладки. Плінфа розміром 27,5-30×21-23×4,5 см на цем'янковому розчині. Фасади мали плоскі пілястри відповідно до внутрішнього членування споруди. Підлогу викладено з шиферних плит, інкрустованих смальтою, та керамічних кольорових полив'яних плиток розміром 12×12×2 см. Церкву щедро розписано фресковим живописом. У XIII ст. на всю довжину південної стіни прибудовано новий приділ з круглою апсидою. Ширина фундаментного рову — 1,2 м. Його стіни складено з жолобчастої цегли розміром 25,5×12×7,5 см. В ньому знаходилось кілька поховань у саркофагах з такої ж цегли з рештками прикрас коштовного одягу. Можливо, вони належали комусь з родини Мстиславичів чи їхнього оточення.

## Некрополь
Федорівський монастир пізніше дістав назву «вотч», «отчий», тобто родовий, і став усипальницею нащадків Мстислава Великого. Крім самого засновника, тут було поховано ще сім князів: 1154 року київський князь Ізяслав Мстиславич, у 1151 році — його дружина, 1167 року — його брат Ростислав Мстиславич, 1168 року — син Ізяслава Ярополк Ізяславич Луцький, 1172 року — ще один його брат, Володимир Мстиславич Дорогобузький, який побув у Києві князем всього чотири місяці, 1187 року — Мстислав Давидович Вишгородський, син Давида Ростиславича Смоленського, 1196 року — правнук фундатора монастиря Ізяслав Ярославович «менший».

## Сьогодення
Після археологічних досліджень план Федорівської церкви викладено на поверхні червоним кварцитом.
Справу відбудови давнього храму, турботу про меморіал «Княжі могили» взяла на себе громада Святого Юрія Побідоносця.

## Церква святого Юрія
Стараннями громада Святого Юрія Побідоносця біля фундаменту Свято-Федорівського храму, в 2003 році постала невеличка церква Святого Юрія. У церкві зберігаються чудотворні мощі апостолів і святих та унікальні ікони. У 2011 році майстрині Галина Назаренко та Ірина Кібець розписали інтер'єр цього храму петриківкою. Церква Святого Юрія стала першим церковним закладом, що має таку оздобу.